# 交響曲第1番 (ロット)
交響曲第1番ホ長調は、ハンス・ロットにより作曲された交響曲。
ロットは、この他に『弦楽のための交響曲』変イ長調（1874年-1875年、3楽章まで）、交響曲第2番（1880年）も手掛けたが、いずれも未完に終わったため本作が完成した唯一の交響曲となった。

## 作曲の経緯
1878年、ウィーン音楽院作曲コンクール応募作品としてまず第1楽章が完成されたが、落選した。その後2楽章から4楽章が作曲され、1880年に全曲が完成した。ロットは本作をヨハネス・ブラームスに見せたが酷評される。さらにウィーン・フィルハーモニー管弦楽団の指揮者ハンス・リヒターは、本作に興味を示したものの演奏することなく終わった。落胆したロットは同年10月に精神を病んだのち、1884年に死去した。
譜面は長らくオーストリア国立図書館に眠っていたが、1984年、ロット没後100年を契機にイギリスの音楽学者であるポール・バンクスが草稿やパート譜を精査してこの作品を蘇らせた。
初演は1989年3月、ゲルハルト・ザムエル指揮、シンシナティ・フィルハーモニア管弦楽団によって行われた。日本初演は2004年11月、沼尻竜典指揮、日本フィルハーモニー交響楽団によって行われた。

## 編成
フルート2、オーボエ2、クラリネット2、ファゴット2、コントラファゴット、ホルン4、トランペット3、トロンボーン3、ティンパニ3、トライアングル、弦楽合奏。
一般的な二管編成に加えて金管が拡張され、さらにトライアングルの多用が特徴である。

## 構成

### 第1楽章 Alla breve
ホ長調、2分の2拍子、ソナタ形式。冒頭、木管と弦の静かな和音の上でトランペットが厳かに第1主題を吹奏する。この主題は大きな盛り上がりを見せ、主音（ホ音）から導音に下って、2オクターヴ上昇して主和音に到達し、最初の頂点となる。ティンパニの静かなトレモロの上で木管に揺れ動くようなゆったりした第2主題が現れる。展開部を経て、再現部に突入すると同時に弦楽器に3連符が登場し、提示部同様の頂点を経て、力強い終結となる。演奏時間約9分。

### 第2楽章 Sehr langsam
イ長調、4分の4拍子。木管と弦楽器の和音で始まり、弦楽器が暖かみのある主題を奏する。金管の厳かなコラール風の楽句を挟みながら弦楽を主体に音楽は進み、幾度か全合奏の頂点を築き、ゆったりと静かに終わる。演奏時間約11分。

### 第3楽章 Frisch und lebhaft
ハ長調、4分の3拍子。ホルンの五度音形に続いてトライアングルが鳴り、低弦が動き回る、マーラーを彷彿とさせる音楽で始まる。レントラー風になったり、爆発したり、ロマンティックなソロを挟んだりしながら次第に力を落とし、弦楽合奏で暗いゆっくりした旋律が奏される。この部分は短いトリオであると解釈できる。ティンパニのロールのクレッシェンドに導かれて冒頭が再現され、再びスケルツォとなる。幾度も全合奏とソロが交代し、金管群が活躍する。弦楽器が忙しく動き回る上でホルンが五度音形を繰り返し、レントラー風の旋律が現れ、凄まじい盛り上がりの頂点で曲は唐突に終わる。演奏時間約12分。

### 第4楽章 Sehr langsam-Belebt
ホ短調→ホ長調、4分の4拍子。低弦のピッツィカートと木管で静かに始まる。スケルツォの再現をはさんで再びピツィカートとなり、金管でコラールが奏される。ホルンとオーボエがソロで悲しげな旋律を吹き、次第に厚みを増してゆく。弦楽器も加わって、強烈な頂点となる。弦のトレモロの上で金管が叫ぶ。五度音形が弦の3連符で繰り返され、次第に力を落とし、オーボエのソロに、弦楽器が答える。木管の3連符に導かれるように主部に入り、低弦のピッツィカートの上でゆったりとした主題が提示される。この主題はブラームスの交響曲第1番の第4楽章主部の主題に酷似している。全合奏で堂々とこの主題は繰り返される。弦楽器が忙しく上下し、金管群が鳴り渡る。最初の頂点が終わると、ホルンが主題を吹き鳴らし、弦楽器が追いかける形で主題がフーガ的に展開されてゆく。短調に転じてフーガは続けられ、再び長調に戻ってくる。金管が大活躍する。静かになったかと思うや全合奏で高らかに主題が鳴り響き、第1楽章第1主題後半に流れ込み、3連符も登場し、第1楽章の音階を上昇する音形の再現が行われ、最後の頂点を形成する。次第に力を減じて、弦楽器の波のような音形の上で木管の和音が響き、金管も加わって、静かな終結となる。演奏時間約22分。